# Alta fidelidad (novela)
Alta fidelidad (High Fidelity) es una novela británica escrita por Nick Hornby y publicada en 1995. La historia fue llevada al cine en el año 2000 en la película homónima filmada por Stephen Frears y protagonizada por John Cusack. También ha sido adaptada en un musical de Broadway de 2006.
En el año 2020 se adaptó a serie de televisión protagonizada por Zoë Kravitz está vez ambientada en Brooklyn.

## Argumento
Rob Fleming es un apasionado de la música pop propietario de una tienda de discos en Camden, Londres en la que solo vende los discos que le gustan. En su tienda trabaja junto a sus dos empleados Dick y Barry, tan inmaduros y obsesionados con la música como él. Los tres se entretienen compitiendo entre ellos para demostrar sus conocimientos musicales, grabando recopilaciones en casete de sus canciones favoritas y haciendo listas de todo lo que les gusta y lo que odian.
A sus casi 36 años, su novia Laura decide abandonarlo a causa de su incapacidad para comprometerse seriamente con algo, dejando a Rob destrozado. Su desesperación aumenta cuando descubre que Laura ha comenzado una relación sentimental con su vecino del piso superior, al que Rob siempre ha odiado.
Después de la ruptura decide ponerse en contacto con sus antiguas novias, descubriendo que la mayoría de ellas guardan un mal recuerdo de él. Pronto Laura siente remordimientos por haber abandonado a Rob, pero este ha conocido a una guapa cantante.

## Algunas listas que aparecen en la novela
Una parte importante del libro son las listas que hacen Rob y sus amigos, algunas de ellas son las siguientes:
- Mis cinco libros preferidos de todos los tiempos
  - El sueño eterno, de Raymond Chandler.
  - Dragón rojo, de Thomas Harris.
  - Dulce música soul, de Peter Guralnick.
  - La guía del autoestopista galáctico, de Douglas Adams.
  - Para terminar, qué se yo, habría que poner alguno de William Gibson, o puede que de Kurt Vonnegut.

- Las cinco mejores películas en versión original subtitulada
  - Betty Blue
  - Subway
  - ¡Átame!
  - Mi hombre es un salvaje
  - Diva

- Las cinco mejores películas estadounidenses, (que es lo mismo que decir las cinco mejores películas de todos los tiempos)
  - El padrino
  - El padrino II
  - Taxi Driver
  - Goodfellas
  - Reservoir Dogs

- Las cinco mejores caras A de single de todos los tiempos
  - Janie Jones, de los Clash.
  - Thunder Road, de Bruce Springsteen.
  - Smells Like Teen Spirit, de Nirvana.
  - Let's Get It On, de Marvin Gaye.
  - Return of the Grievous Angel, de Gram Parsons.

- Primeros cinco grupos o músicos que habría que matar a tiros cuando llegue la revolución musical
  - Simple Minds
  - Michael Bolton
  - U2
  - Bryan Adams
  - Génesis

- Los cinco trabajos de mis sueños
  - Periodista del New Musical Express entre 1976 y 1979.
  - Productor de Atlantic Records entre 1964 y 1971 (aprox.).
  - Músico de cualquier clase (excepto de música clásica y rap).
  - Director de cine, preferiblemente ni alemán ni de cine mudo.
  - Arquitecto.

- Música que quiero que pongan en mi funeral, (aunque nunca he podido pasarle la lista a nadie, porque cualquiera se moriría de la risa)
  - One Love, de Bob Marley.
  - Many Rivers To Cross, de Jimmy Cliff.
  - Angel, de Aretha Franklin.
  - Además, siempre he tenido la fantasía de que una bella y llorosa mujer insistiría en que pusieran You're The Best Thing That Ever Happened To Me, de Gladys Knight.

- Datos: Q748075